# 柯尼卡美能達A卡口

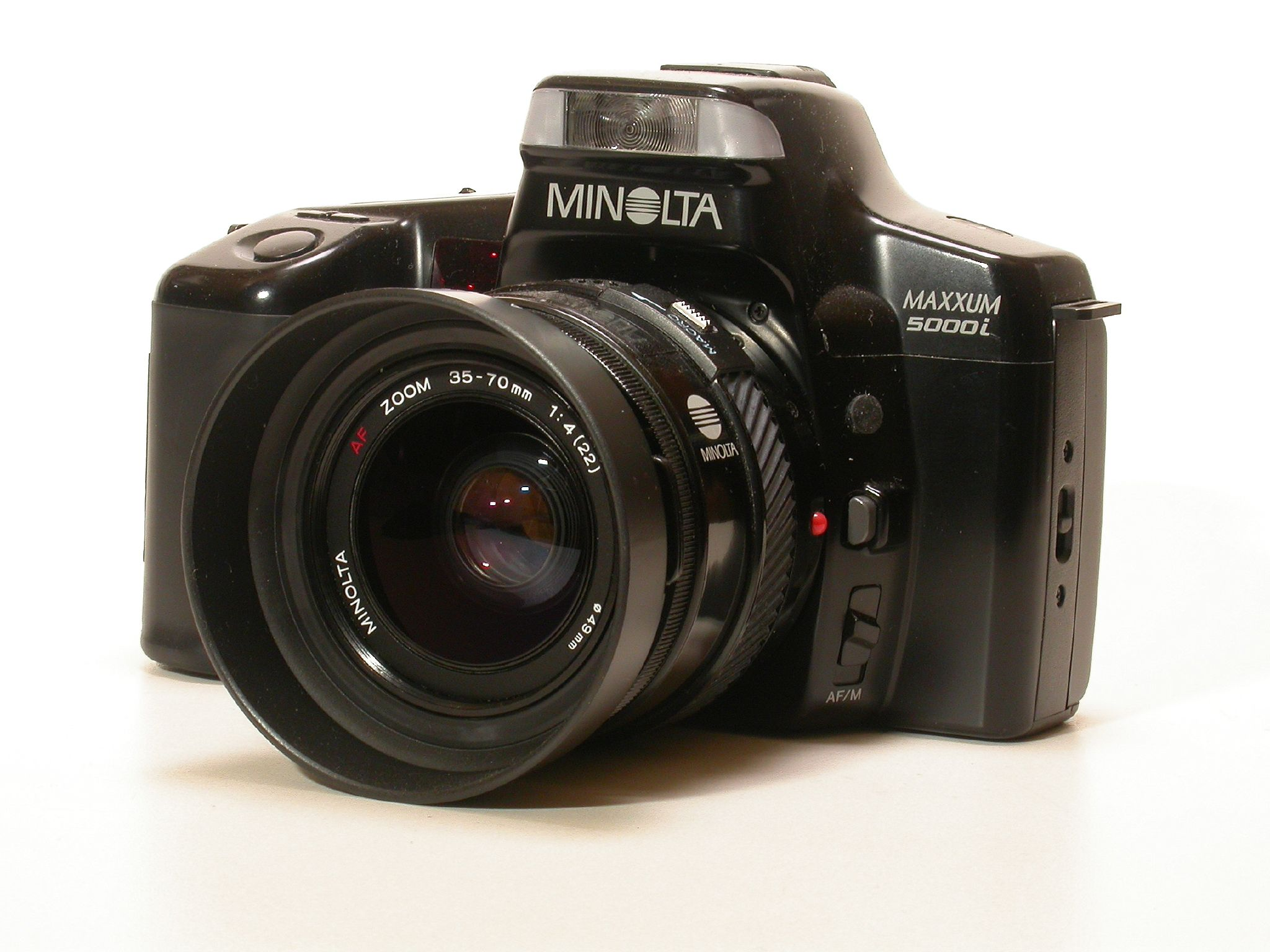
Minolta AF的第二代，内置了闪光灯的5000i

美能达AF系统（英文作Minolta AF，亦称作α系统）是照相机制造商美能达所生产的一系列围绕自动对焦照相机器材的一个集合，该系统的诞生以1985年美能达Alpha 7000及相关镜头，闪光灯等附件发布为代表。该系统使用了同样的Minolta AF来命名其镜头卡口。
此系统在经历了美能达时期（1985年～2003年），柯尼卡美能达时期（2003年～2006年）后，随着柯美照相机事业部门被收购，而转交到Sony公司，进入Sony α时期（2006年至今）。
除了Sony α兼容Minolta AF卡口外，2013年哈苏公司以SLT-α99为原型推出的HV机型也使用兼容卡口。

## 系统概述
诞生于1985年的美能达AF是最早的一个实用化135规格自动对焦单镜反光照相机系统，以机身内置的相位检测传感器反馈，利用机身马达驱动镜头对焦，来实现自动对焦功能。
美能达AF系统诞生之初基于三台单镜头反射取景照相机，分别是5000，7000与9000。系统也包含了围绕此的一系列产品，如自动对焦镜头，闪光灯，卷片马达等等。在诞生之后的数年，更多的照相机及附件加入系统。第三方厂商也参与制造兼容的产品。
美能达AF系统起初在北美使用Maxxum标识，日本本土及亚洲其余地方使用Alpha（或直接写作希腊字母α）。在欧洲发售的版本则直接在“AF”字样后紧跟4位数字，直到第二代美能达AF相机（带有“i”字样）系列发布，才开始使用Dynax标识。
经历了数代的发展，美能达制造的最后使用胶片的机器是在中国制造Maxxum 70（也就是Dynax 60和Alpha 70）。之后，Dynax/Maxxum/α的牌子由合并后的公司，柯尼卡美能达的两部数码单反使用（α7D与α5D），再然后，则连同柯尼卡美能达的相机事业部门一起，移交给了Sony公司，创建了新的品牌——Sony α。其时有数据指称共生产约1600万的该卡口镜头。

### 接口

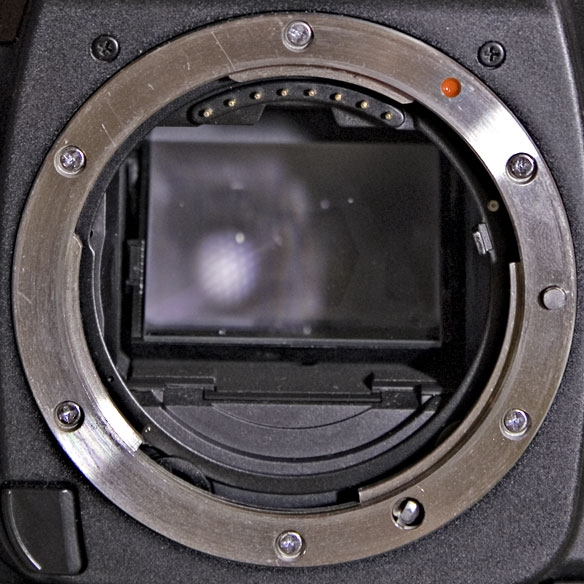
美能达α卡口，也称作MA口或者MAF口，现在由索尼继续生产。

随着自动对焦系统的发布，美能达同时启用了新的卡口，同样称为Minolta AF，也被称为A卡口，α卡口，MA或者MAF口。该卡口的物理结构，特别是其因為44.5mm的法兰距，因此与美能达之前的Minolta SR/MD镜头卡口并不兼容。
物理结构：
- 法兰距（像场定位距离）：44.5mm
- 卡口环直径：50.0mm
- 旋转方向：顺时针
- 卡口环固定类型：内三爪

同一时期，不同于美能达大胆的抛弃旧卡口，尼康和宾得，小心谨慎地在原有的F卡口与PK口的基础上，扩展自动对焦能力，从而保留对旧有镜头的兼容性。而佳能于1987年发布EOS系统时，和美能达一样，选择了抛弃旧有的FL与FD镜头群的兼容性。

## 镜头

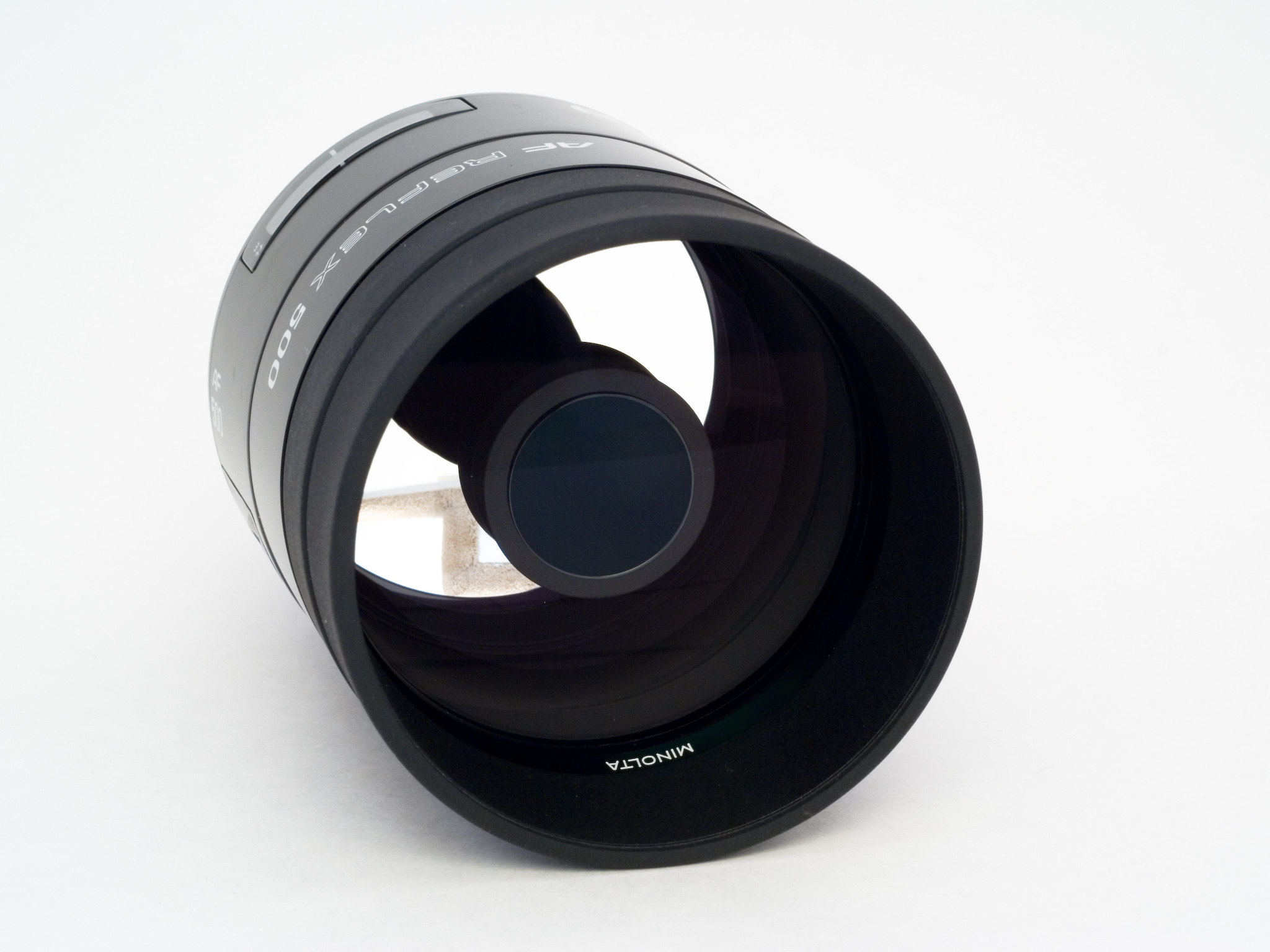
美能达500mm f/8 反射式镜头

Minolta AF卡口的镜头根据接手公司的不同，经历了三个时期，且同时使用该公司的品牌。
历代镜头可列为：
- 美能达时期，随着AF机身的升级，镜头分成5代，可由外观与发布时间加以区别
- 柯尼卡美能达时期，随着重心转入DSLR研发，也开发了一些小像场镜头，主要由腾龙ODM与OEM
- Sony α时期，除了复产美能达与柯美时期的镜头，自己设计，同时也邀请卡尔·蔡司为α卡口设计可自动对焦的镜头

三个时期的美能达AF卡口镜头，都支持自动对焦，并且可以在手动对焦的时候进行合焦提示。
唯一的例外是1998年推出的特色镜头STF 135mm f/2.8 T4.5，不能自动对焦，也没有合焦提示。

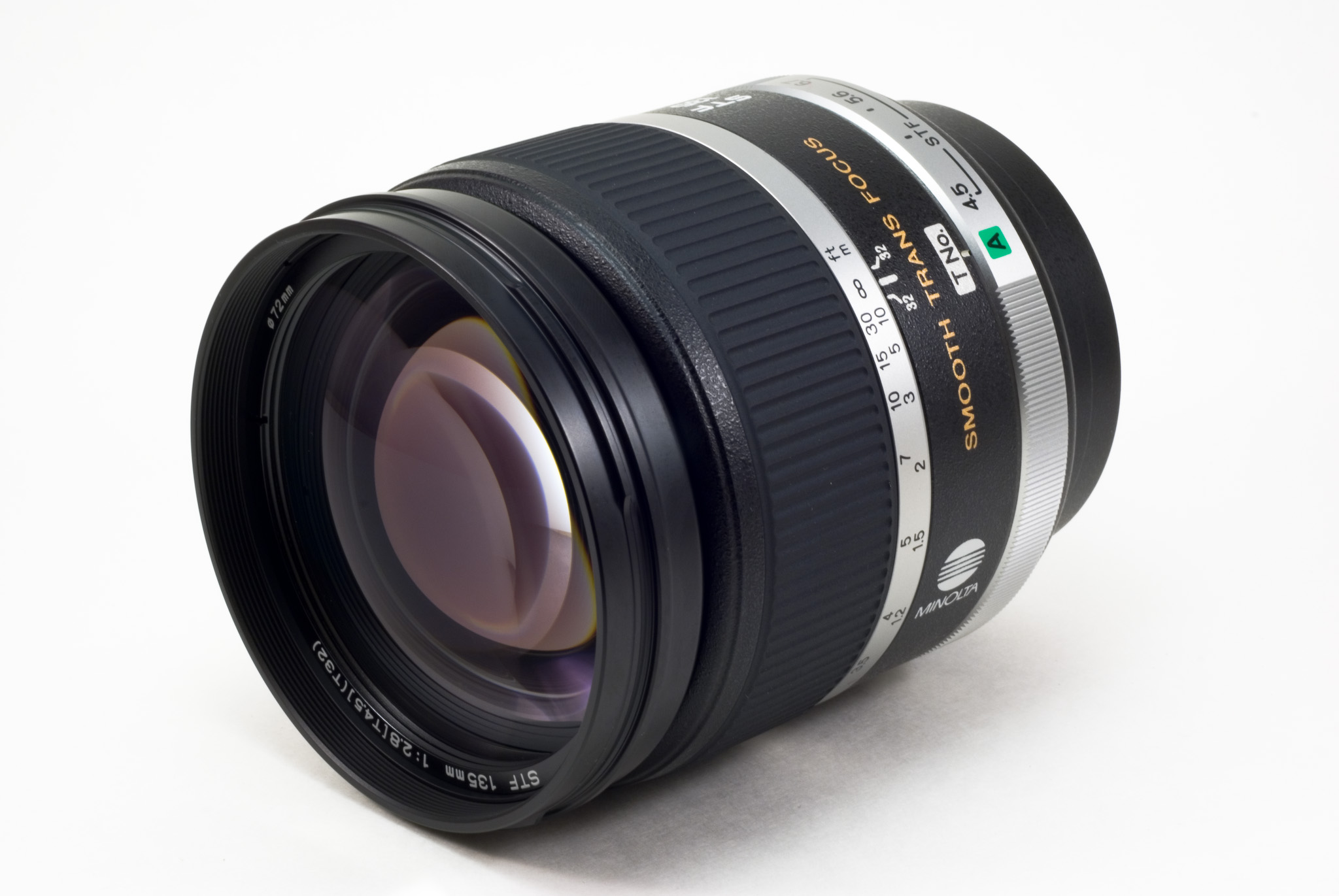
美能达STF 135mm f/2.8

## 机身

### 胶片时代
根据机身推出的时间，可大致将AF系统胶片机划分为5代。
- 第一代AF
主要机型：α-5000/α-7000/α-9000
- 第二代
主要机型：α-3000i/α-5000i/α-7000i/α-8000i
- 第三代
主要机型：α-3xi/α-5xi/α-7xi/α-9xi
- 第四代
主要机型：α-303si/α-507si/α-707si/α-800si
- 第五代
主要机型：α-4/α-5/α-7/α-9

### 数码时代

#### 美能达时期的探索

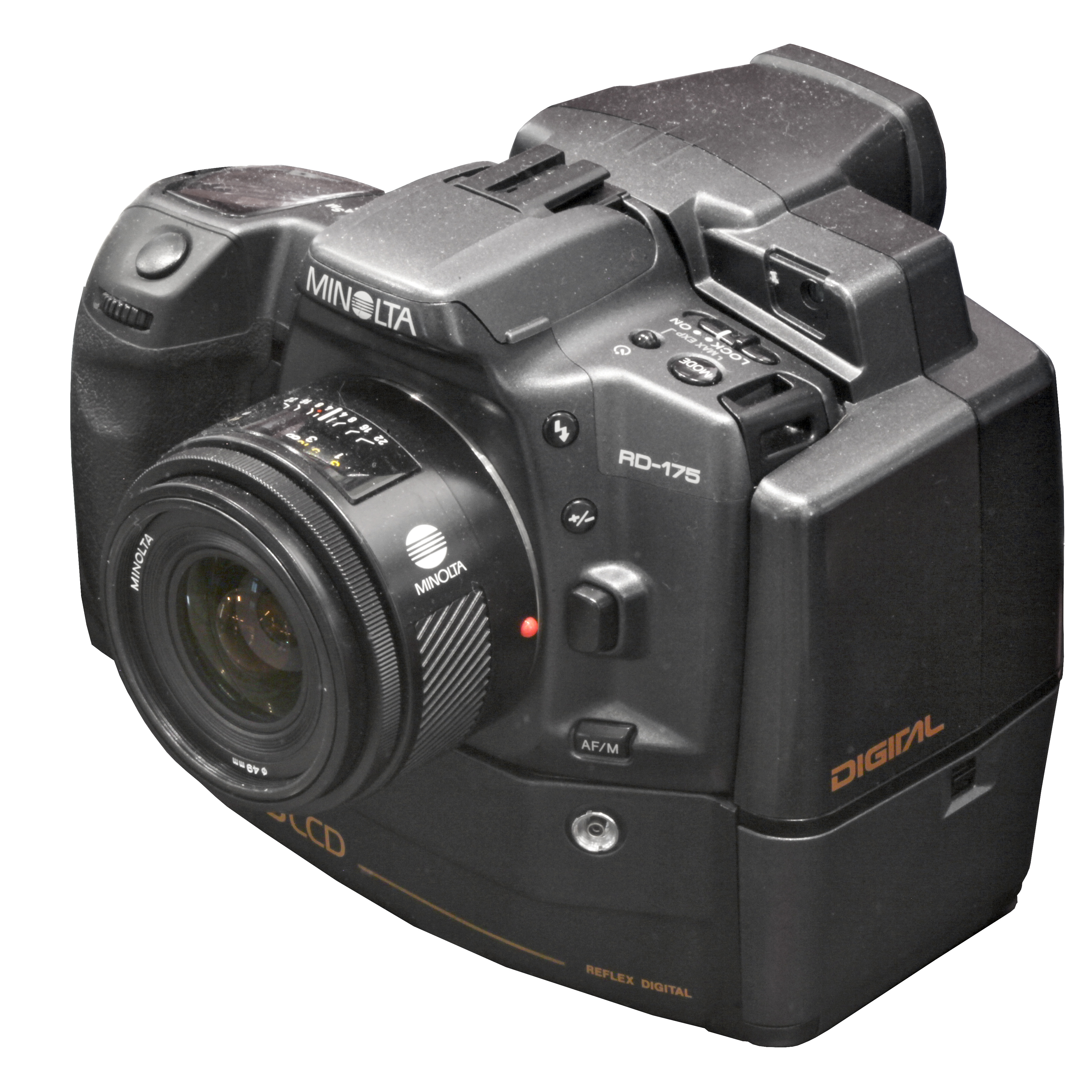
Minolta RD-175，融合了3CCD技术的175万像素数码单反

早在美能达AF发布的初期，美能达即发布了与α-7000及α-9000相配套的数码影像后背SB-70与SB-90（美国市场被称作SB-70s与SB-90s）。可拍摄影像，并且在电视上回放。
到了1995年，美能达与胶片企业爱克发合作，共同开发了一台以500si机身为基础的数码单反Minolta RD-175（爱克发版本为AGFA ActionCAM），使用了3片CCD进行影像捕捉，有效像素为175万。但就和大多数早期数码机一样，用者寥寥无几。

#### 柯美时代，最晚的加入者
虽然是数码影像记录探索的先驱，却由于长期的经济状况困扰，使得美能达AF系统很晚才搭上数码潮。
在与柯尼卡合并的第二年，2004年，新公司柯尼卡美能达即推出了α7 Digital，世界上第一台带有机身防抖技术的数码单反，饱受好评。次年推出α5 Digital，作为低端机与同时期的佳能EOS 350D，尼康D50以及奥林巴斯E-300竞争。
然而，不断恶化的财政情况使得α系统前景惨淡。

#### 索尼的α时代
电子与娱乐业的巨擘索尼公司一直想进入DSLR领域，在柯美无力支持相机事业部的时候，索尼公司出面，接管了柯美的影像事业部门，并在当年及次年（2006年与2007年），分别以α5D及α7D为蓝本，改进推出了α100和α700，广受好评。
索尼不忘利用自己电子大厂的地位，为Sony α提供感光元件（CCD/CMOS）与处理芯片BIONZ，为α系统注入新的活力。同时，基于索尼长期与卡尔·蔡司的合作关系，亦推出了α卡口独占的ZA镜头，增强镜头群实力。

## 闪光灯

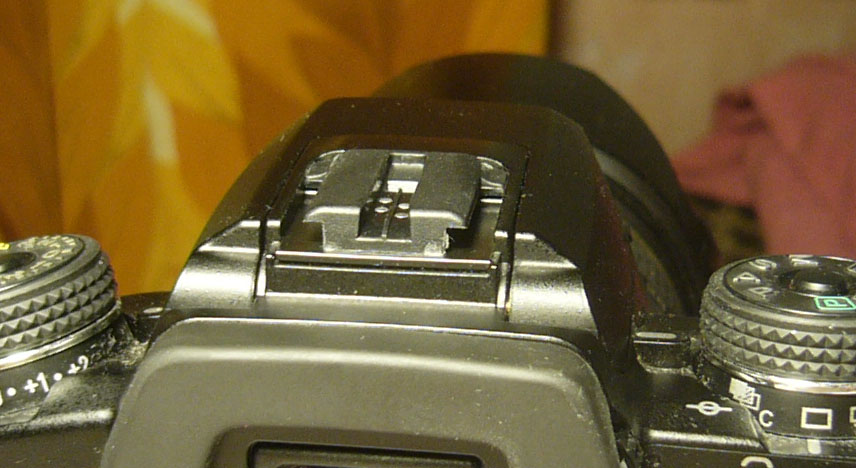
独特的iISO热靴接口，早期的索尼α系列也采用此设计，但現時已改用MI熱靴

1988年之前，美能达AF系统使用广为采用的标准化的热靴接口。1988年，美能达提出了iISO闪光灯接口的设计，美能达也就在第二代AF机身，i系列上实践了该接口。此后推出的机型，热靴都为此类型。

### ADI的引入
为了解决普通TTL测光对于较复杂环境下，使用闪光灯曝光的失准，美能达在第5代AF机身上，推出了ADI（Advanced Distance Integration，高级距离积分）系统。系统主要通过支持该功能的机身，镜头与闪光灯配合，三者之间交换被摄体距离信息，并通过运算来获得合适的曝光数值。
在柯尼卡美能达和 Sony α时期，发布的机身，镜头以及闪光灯都已支持ADI功能。